# Лютеранская церковь (Гродно)
Лютеранская церковь Святого Иоанна — протестантская кирха в Гродно, расположенная на улице 1 Мая, 5. Впервые упоминается в 1793 году. Памятник архитектуры в стиле неоготики. Кирха включена в Государственный список историко-культурных ценностей Республики Беларусь.

## История
В 1779 году в Гродно появились лютеране. Они приехали из Германии по приглашению гродненского старосты Антония Тизенгауза для работы на королевских мануфактурах.
В 1793 году король польский и великий князь литовский Станислав II подарил гродненской евангелическо-лютеранской общине здание бывшей таверны, которое было приспособлено как кирха.
В начале XIX века была начата перестройка здания бывшей таверны в кирху в стиле неоготики. Рядом было устроено лютеранское кладбище. Теперь на месте кладбища расположен детский сад №27. 
К 1843 году строительство каменной кирхи было закончено, к церкви был пристроен небольшой дом пастора. В 1873 году на колокольню поместили часы. 

Лютеранская церковь в Гродно на открытке начала XX века

В 1912 году была выполнена значительная реконструкция кирхи. Был оштукатурен фасад, со стороны алтарной части были построены новый пасторский дом и лютеранская школа.
Первая мировая война привела к тому, что часть общины была депортирована вглубь России. Вторая мировая война окончательно привела гродненскую лютеранскую общину в упадок.
В советское время в здании кирхи размещался государственный архив Гродненской области (1944—1994 гг.), для чего была убрана часть её интерьера. Территорию старого лютеранского кладбища, закрытого ещё в 1936 году, отдали под детский сад.
В 1993 году община гродненских лютеран возобновила свою деятельность. В 1995 году кирха была передана евангелическо-лютеранской общине Гродно. На июнь 2012 года община насчитывала около 50 человек. На данный момент гродненская кирха является единственным действующим историческим лютеранским храмом в Беларуси.
В конце 2013 года началась реставрация здания, которая закончилась в 2015 году. Был воссоздан главный 12-метровый шпиль и 10 меньших шпилей с крестами. В ходе реконструкции были однако утрачены некоторые элементы декора, в частности, «лепестки» вокруг окна-розы. 

## Архитектура

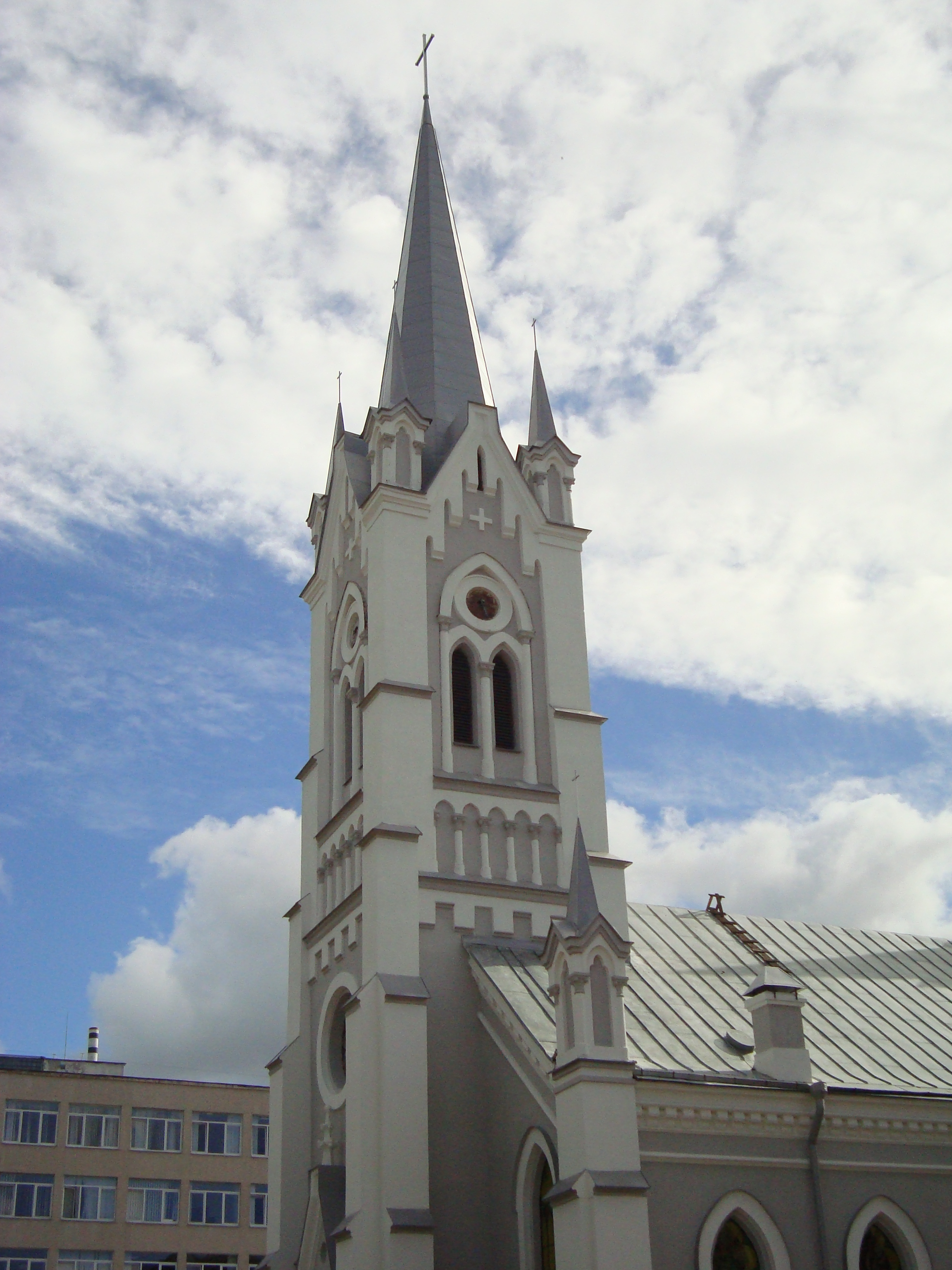
Декорированная колокольня церкви с остатками механизма старинных часов

Изначальный объём здания построен в XVIII веке, как часть градостроительного ансамбля Городницы, и позднее был расширен и приобрёл черты неоготики. Существующее здание гродненской кирхи является однонефным, однобашенным храмом с 5-гранной апсидой и сакристиями. Главный фасад имеет симметричную композицию, которая вытянута вертикально. Квадратная монументальная башня-колокольня выступает из основного объёма и завершается высоким острым шатром.
Главный вход кирхи (через башню) оформлен большим стрельчатым порталом, над порталом располагается окно-роза. Стены боковых фасадов обведены широким карнизным пояском, а также укреплены контрфорсами. Окна содержат цветные витражи с готическими металлическими переплётами.
Интерьер аскетичен. Имеет вытянутую по продольной оси симметричную композицию. Основной объём, являющийся по плану прямоугольным, перекрыт оригинальным по форме фигурным сводом: у боковых стен цилиндрическое перекрытие переходит в плоский потолок на деревянных кронштейнах. Апсида раскрывается арочным проёмом в основной объём. На 2-м этаже башни располагаются маленькие хоры.

## Галерея

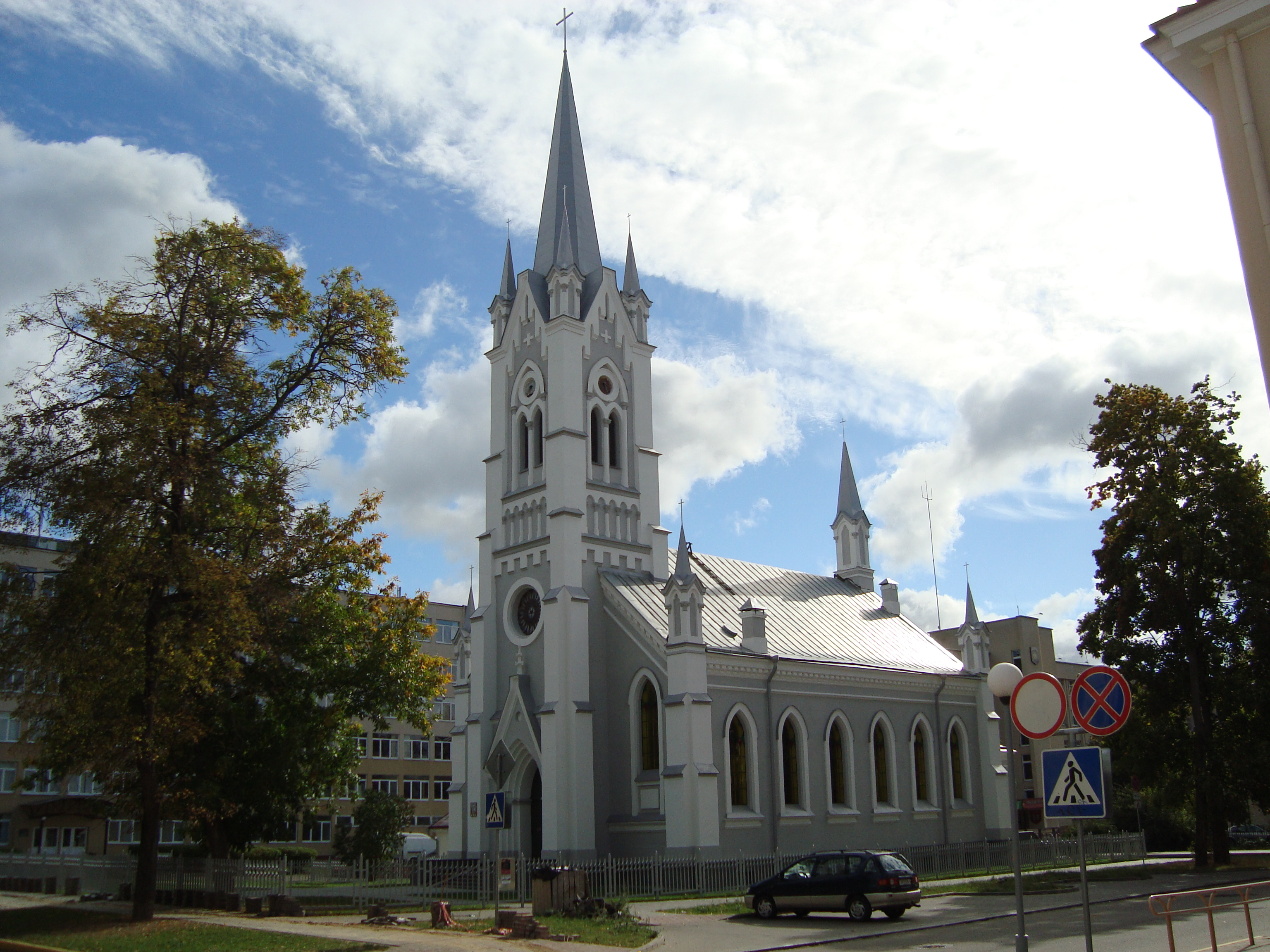
Главный фасад лютеранской церкви
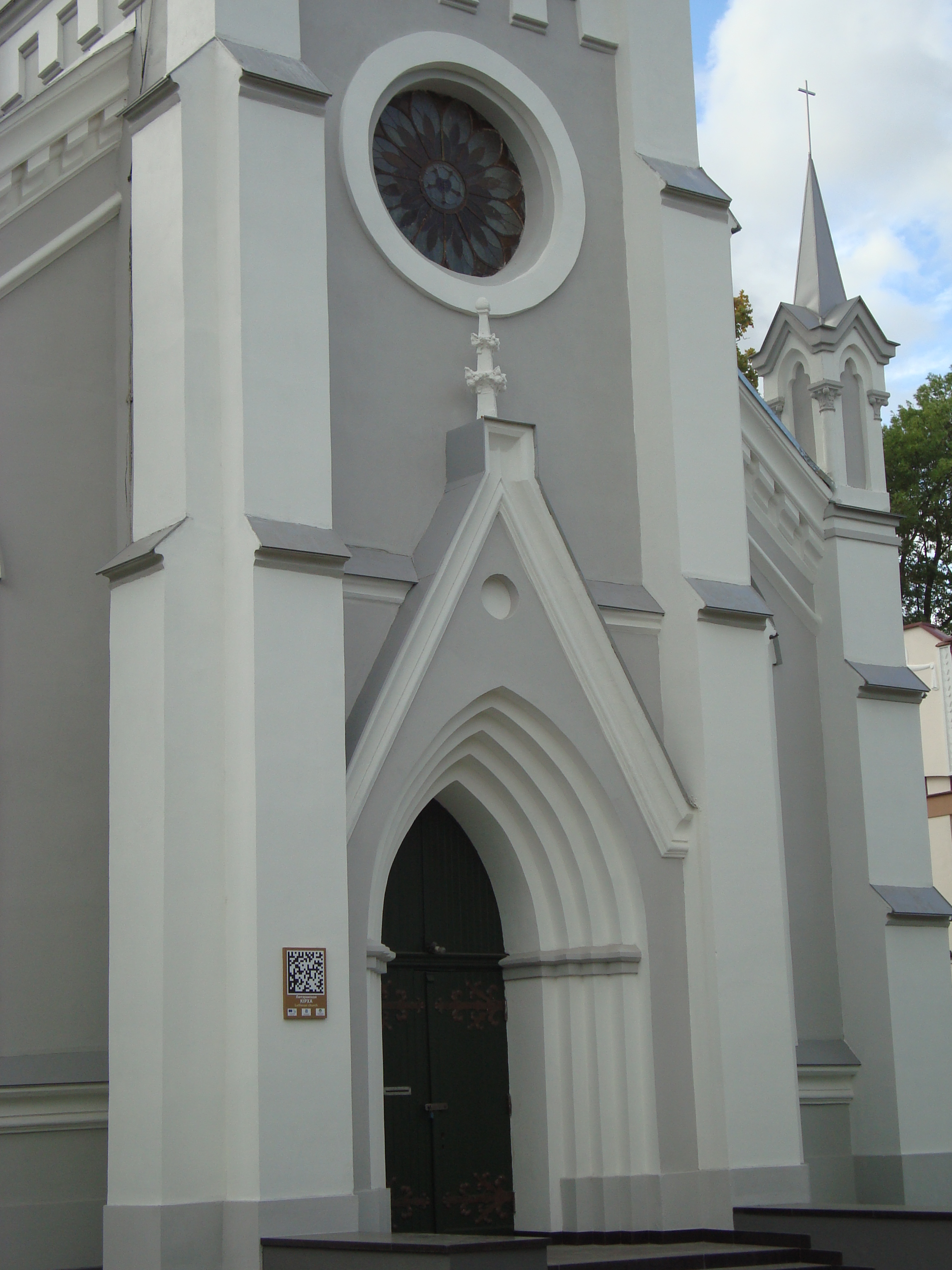
Главный вход лютеранской церкви
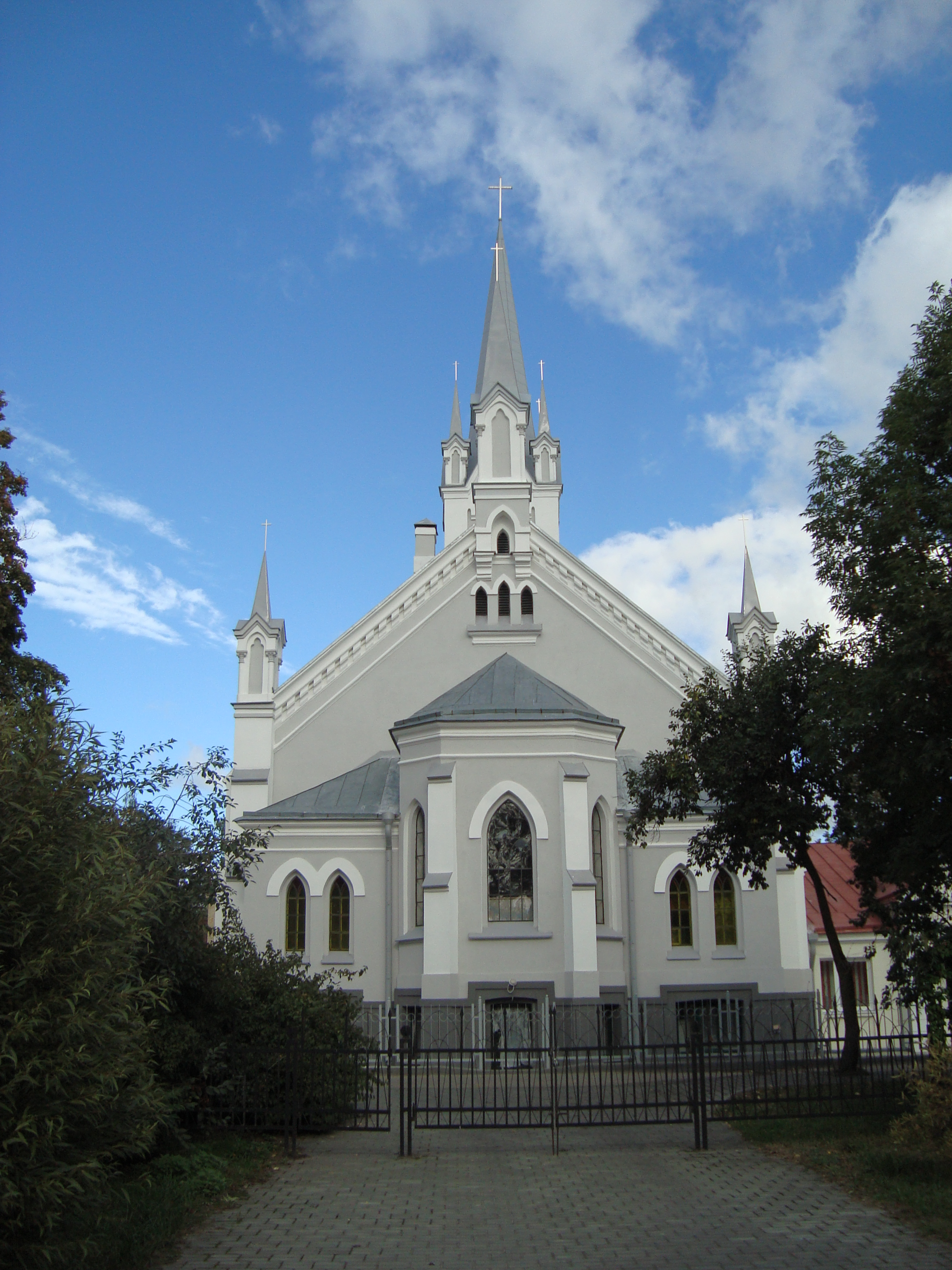
Алтарная часть лютеранской церкви

## Настоятели церкви и прихода
| Настоятели церкви и прихода | Настоятели церкви и прихода               |
| --------------------------- | ----------------------------------------- |
| 1796—1824                   | Йохан Георг Хильзенитц                    |
| 1825—1842                   | Вильхельм Браеунлих                       |
| 1843—1867                   | Фридрих Юлиус Хоффман                     |
| 1867—1890                   | Аугуст Филипп Вольдемар Хун               |
| 1891—1905                   | Йоханнес Недоль                           |
| 1905—1939                   | Адолф Освальд Плямш                       |
| 1939                        | Кароль Мессершмидт                        |
| 1996                        | Ральф Хаска                               |
| 2009 — н. в.                | Владимир Татарников (Wladimir Tatarnikow) |